# Аллен (Буш-дю-Рон)
Аллен (фр. Alleins) — коммуна на юго-востоке Франции в регионе Прованс — Альпы — Лазурный Берег, департамент Буш-дю-Рон, округ Арль, кантон Пелиссан.
Площадь коммуны — 16,78 км², население — 2368 человек (2006) с тенденцией к росту: 2428 человек (2012), плотность населения — 144,7 чел/км².

## Население
Население коммуны в 2011 году составляло 2403 человека, а в 2012 году — 2428 человек.
| 1962 | 1968 | 1975 | 1982 | 1990 | 1999 | 2006 | 2011 | 2012 |
| ---- | ---- | ---- | ---- | ---- | ---- | ---- | ---- | ---- |
| 969  | 975  | 1041 | 1224 | 1759 | 2070 | 2368 | 2403 | 2428 |

Динамика населения:

## Экономика
В 2010 году из 1595 человек трудоспособного возраста (от 15 до 64 лет) 1215 были экономически активными, 380 — неактивными (показатель активности 76,2 %, в 1999 году — 68,5 %). Из 1215 активных трудоспособных жителей работали 1090 человек (594 мужчины и 496 женщин), 125 числились безработными (58 мужчин и 67 женщин). Среди 380 трудоспособных неактивных граждан 121 были учениками либо студентами, 125 — пенсионерами, а ещё 134 — были неактивны в силу других причин.
На протяжении 2010 года в коммуне числилось 942 облагаемых налогом домохозяйства, в которых проживало 2448,0 человек. При этом медиана доходов составила 21 тысяча 262 евро на одного налогоплательщика.